# Badula decumbens
Badula decumbens (Cordem.) Coode – gatunek roślin z rodziny pierwiosnkowatych (Primulaceae). Występuje endemicznie na Reunionie. 

## Morfologia
PokrójZimozielony krzew dorastający do 1,5 m wysokości.
LiścieBlaszka liściowa ma odwrotnie jajowaty kształt. Mierzy 9–22 cm długości oraz 3–8 cm szerokości, jest całobrzega, ma klinową nasadę i spiczasty lub ostry wierzchołek. Ogonek liściowy jest nagi i ma 10 mm długości.
KwiatyZebrane w gronach o długości 7–12 cm, wyrastających z kątów pędów. Mają 5 działek kielicha o trójkątnym kształcie i dorastające do 1–2 mm długości. Płatków jest 5, są odwrotnie jajowate i mają białawą barwę oraz 4–5 mm długości.